# RFC Liège
Royal Football Club de Liège – belgijski klub piłkarski, grający obecnie w Eerste klasse B, mający siedzibę w mieście Liège, leżącym w Walonii.

## Historia
Klub został założony w 1892 roku jako Liège Football Club, a następnie w 1895 roku został członkiem Belgijskiego Związku Piłki Nożnej. W 1896 roku został pierwszym w historii mistrzem Belgii, a w XIX wieku jeszcze dwukrotnie wywalczył to osiągnięcie w latach 1898 i 1899. W 1920 roku do nazwy klubu dodano przerostek Royal. Kolejne tytuły mistrza kraju zespół zdobywał w latach 1952 i 1953, ale od tego czasu ani razu nie zakończył ligi na najwyższym stopniu podium. W latach 1965–1985 zespół przeżywał kryzys, gdy młodzi zdolni zawodnicy odchodzili do silniejszych drużyn jak Anderlechtu czy Club Brugge.
Pod koniec lat 80. RFC Liège występował w europejskich pucharach i podejmował między innymi takie zespoły jak SL Benfica (Puchar UEFA w sezonie 1988/1989; 2:1, 1:1), Juventus F.C. (Puchar UEFA w sezonie 1988/1989; 0:1, 0:1), Rapid Wiedeń (Puchar UEFA w sezonie 1989/1990; 0:1, 3:1), Hibernian F.C. (Puchar UEFA w sezonie 1989/1990; 0:0, 1:0 po dogrywce), Werder Brema (Puchar UEFA w sezonie 1989/1990; 1:4, 2:0) czy Athletic Bilbao (Puchar UEFA w sezonie 1985/1986; 0:1, 1:3). Natomiast w 1990 roku zdobył Puchar Belgii. Potem jednak klub był bliski bankructwa, a użytkowany od 1921 roku stadion (Stade Jules Georges) sprzedano i zburzono. W jego miejsce w wybudowano kino. W 1995 roku zespół połączył się z R.F.C. Tilleur-Saint-Nicolas, a nowy klub nazwano R. Tilleur F.C. de Liège. W 1996 roku drużyna spadła do trzeciej ligi, co nie zdarzyło się ani razu od 1945 roku. W 2000 roku wycofano z nazwy człon Tilleur. W 2008 roku dzięki wygraniu III ligi RFC de Liège powrócił do drugiej ligi.

## Sukcesy
- I liga:
  - mistrzostwo (5): 1895-96, 1897-98, 1898-99, 1951-52, 1952-53
  - wicemistrzostwo (3): 1896-97, 1958-59, 1960-61
- Puchar Belgii:
  - zwycięstwo (1): 1989-90
  - finalista (1): 1986-87
- II liga:
  - mistrzostwo (3): 1911-12, 1922-23, 1943-44
- III liga:
  - mistrzostwo (2): 1942-43, 1995-96, 2007-08

## Stadion
Od 2015 roku klub rozgrywa domowe mecze na stadionie Stade de Rocourt w Liège.

## Europejskie puchary
Legenda do wszystkich tabel:
- Q – runda eliminacyjna, 1/16, 1/8, 1/4, 1/2 – odpowiednia faza rozgrywek, Grupa – runda grupowa, 1r gr – pierwsza runda grupowa, 2r gr – druga runda grupowa, F – finał, R – runda, PO – play-off
- k. – rzuty karne, los. – losowanie, Dogr. – dogrywka, w. – zasada bramek strzelonych na wyjeździe

| Sezon   | Rozgrywki                 | Runda | Klub                     | Dom | Wyjazd | Ogólnie      |
| ------- | ------------------------- | ----- | ------------------------ | --- | ------ | ------------ |
| 1963/64 | Puchar Miast Targowych    | 1R    | Aris Bonnevoie           | 0–0 | 2–0    | 2–0          |
| 1963/64 | Puchar Miast Targowych    | 1/8   | Arsenal                  | 3–1 | 1–1    | 4–2          |
| 1963/64 | Puchar Miast Targowych    | 1/4   | Zbrojovka Brno           | 2–0 | 0–2    | 2–2, 1–0 (D) |
| 1963/64 | Puchar Miast Targowych    | 1/2   | Real Saragossa           | 1–0 | 1–2    | 2–2, 0–2 (W) |
| 1964/65 | Puchar Miast Targowych    | 1R    | Valencia CF              | 3–1 | 1–1    | 4–2          |
| 1964/65 | Puchar Miast Targowych    | 2R    | FC Utrecht               | 2–0 | 2–0    | 4–0          |
| 1964/65 | Puchar Miast Targowych    | 1/8   | Atlético Madryt          | 1–0 | 0–2    | 1–2          |
| 1965/66 | Puchar Miast Targowych    | 1R    | NK Zagreb                | 1–0 | 0–2    | 1–2          |
| 1966/67 | Puchar Miast Targowych    | 2R    | 1. FC Lokomotive Leipzig | 1–2 | 0–0    | 1–2          |
| 1967/68 | Puchar Miast Targowych    | 1R    | PAOK FC                  | 3–2 | 2–0    | 5–2          |
| 1967/68 | Puchar Miast Targowych    | 1/8   | Dundee F.C.              | 1–4 | 1–3    | 2–7          |
| 1985/86 | Puchar UEFA               | 1R    | Wacker Innsbruck         | 1–0 | 3–1    | 4–1          |
| 1985/86 | Puchar UEFA               | 2R    | Athletic Bilbao          | 0–1 | 1–3    | 1–4          |
| 1988/89 | Puchar UEFA               | 1R    | Union Luxembourg         | 4–0 | 7–1    | 11–1         |
| 1988/89 | Puchar UEFA               | 2R    | SL Benfica               | 2–1 | 1–1    | 3–2          |
| 1988/89 | Puchar UEFA               | 1/8   | Juventus F.C.            | 0–1 | 0–1    | 0–2          |
| 1989/90 | Puchar UEFA               | 1R    | Akraness                 | 4–1 | 2–0    | 6–1          |
| 1989/90 | Puchar UEFA               | 2R    | Hibernian                | 1–0 | 0–0    | 1–0, Dogr.   |
| 1989/90 | Puchar UEFA               | 1/8   | Rapid Wiedeń             | 3–1 | 0–1    | 3–2          |
| 1989/90 | Puchar UEFA               | 1/4   | Werder Brema             | 1–4 | 2–0    | 3–4          |
| 1990/91 | Puchar Zdobywców Pucharów | 1R    | Viking FK                | 3–0 | 2–0    | 5–0          |
| 1990/91 | Puchar Zdobywców Pucharów | 1/8   | Estrela Amadora          | 2–0 | 0–1    | 2–1          |
| 1990/91 | Puchar Zdobywców Pucharów | 1/4   | Juventus F.C.            | 1–3 | 0–3    | 1–6          |